# TT32
| G26 · t · Z4 | ms | s |

| G26 · t · Z4 | ms | s |

TT32 (Theban Tomb 32) egy Dzsehutimesz (közismertebb alakban: Thotmesz) nevű tisztviselő sírja Thébában, a thébai nekropolisz területén. Dzsehutimesz Ámon fő háznagya, a délvidéki szántóföldek elöljárója, kormányzó, Ámon magtárainak felügyelője, Eszna kormányzója, Őfelsége első istállómestere és királyi írnok volt II. Ramszesz uralkodásának idején. Az építmény az Ámon-papság és az Ámon-papok gazdagsát, hatalmát mutatja, a sír nagyobb néhány Királyok völgyebeli uralkodósírnál. Felesége, Iszet Nebtuu és Ámon énekesnője.
A sír az ókor óta nyitva állt, első modern említése Napóleon egyik mérnökétől származik. 1902-től Dzsehutimesz és szülei szobrait már kiállítoták. 1983-tól Kákosy László vezetésével kezdték feltárni, majd az ásatás vezetését Schreiber Gábor vette át 2020-as haláláig. Az ásatások 2006-ig folytak, eddig két kötetben jelent meg a feltárás dokumentációja. 2009. november 6-tól a kairói Egyiptomi Múzeum 44. termében időszakos kiállítást tartottak e munka eredményéből.
A sír a középbirodalmi szaffsír hagyományaira építkezik, de számos ponton eltér attól. Nagy méretű, monumentális építmény, amelyet egykor még egy kis piramis is díszített. A sír udvara több pülónnal tagolt, három önálló részre oszlik, ami egyedülálló jelenség. Már az előudvar is ritka, két előudvar Thébában ennél a sírnál van egyedül, ezzel a szakkarai nemesi sírokhoz hasonlít. Az udvarról egy kultuszkamra (inkább egy kétoszlopos terem) nyílik, ahonnan hosszú folyosó vezet a sírkamrához. A folyosó végig lejtős, és különleges vonalvezetése van. E folyosók általában egyenesek, Dzsehutimesz folyosója azonban a hossza első harmadánál egy spirált ír le. A legvégén akna, az akna alján nyílik a házaspár sírkamrája. Mindketten gránitból faragott szarkofágban nyugodtak. A spirál előtt egy keresztfolyosót kezdtek kialakítani, ami közvetlenül érintkezik egy másik sírral, Amenhotep papéval.
A sírba a XX. dinasztiától a XXII. dinasztiáig folyamatosan temetkeztek, de később is, egészen a római korig előfordult másodlagos temetkezés.

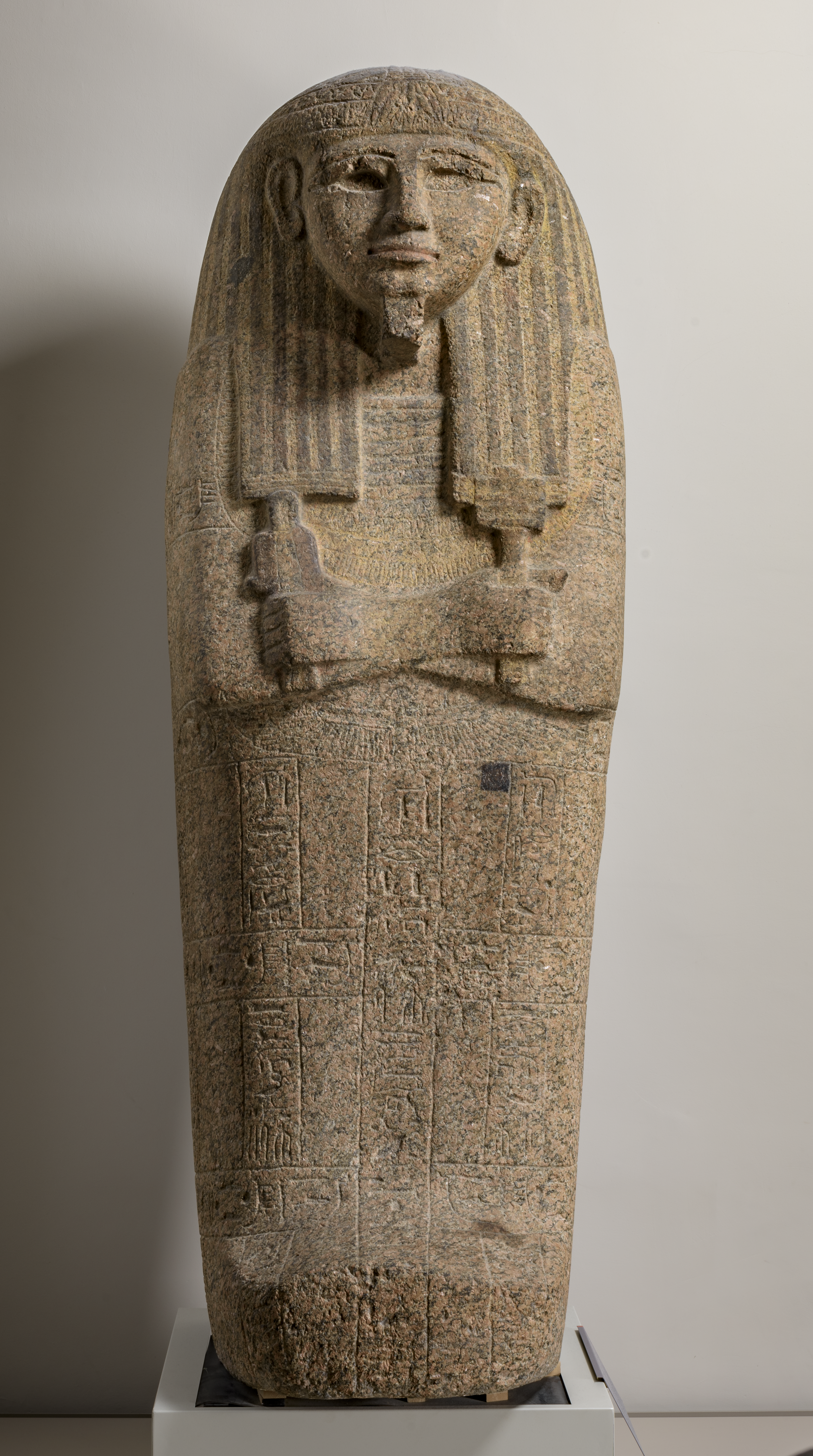
Dzsehutimesz szarkofágjának fedele. Rózsaszín gránit, festés nyomaival. Museo Egizio, Torino.
Iszet szarkofágjának fedele, Nebtuu és Ámon énekesnője, Dzsehutimesz felesége. Rózsaszín gránit, festés nyomaival.Museo Egizio, Torino.
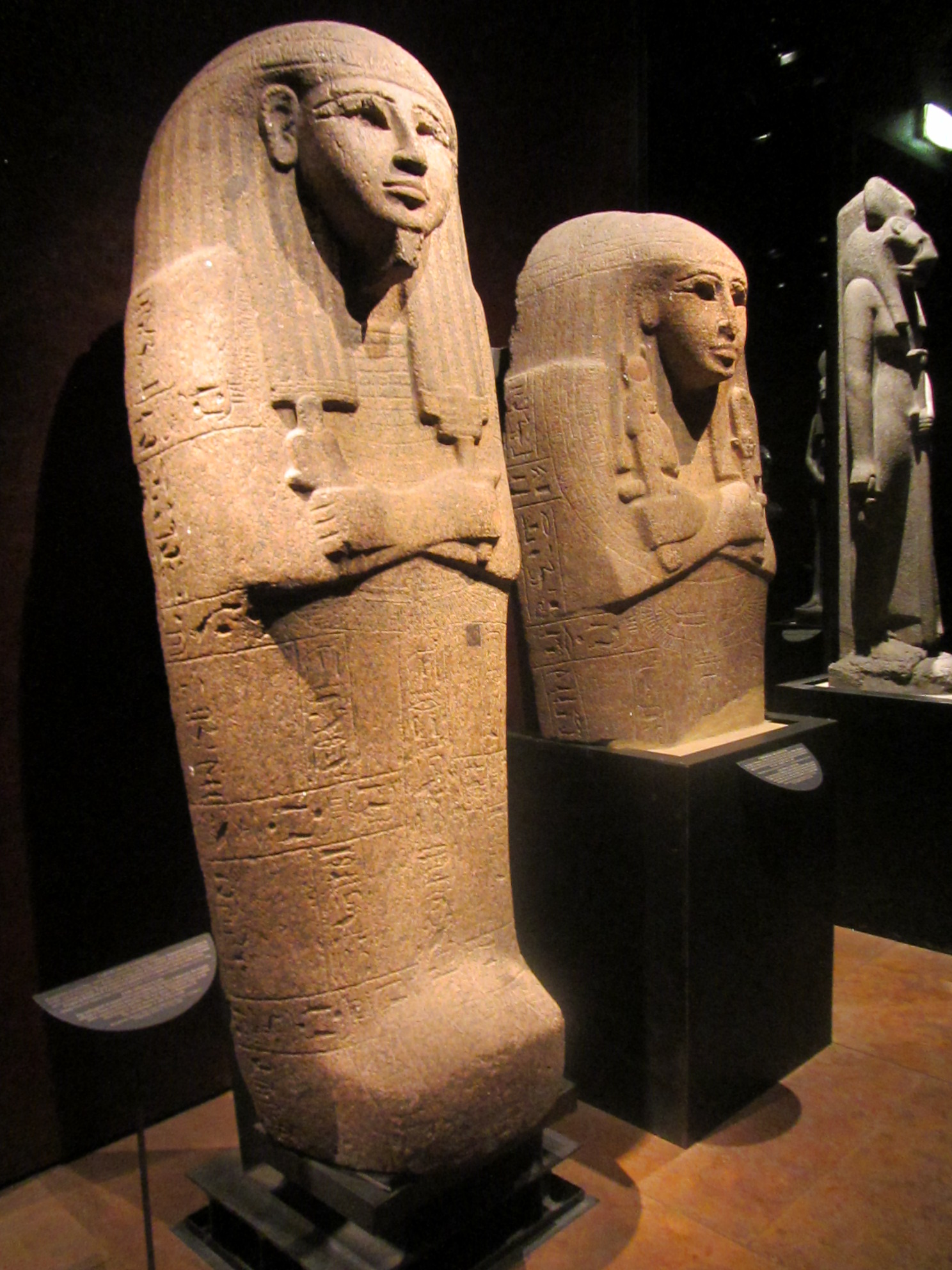
Két szarkofág fedele